# Лужанська Тетяна
Тетя́на Лужа́нська (*4 вересня 1984, Київ) — українська тенісистка-професіонал. Тетяна Лужанська не виграла жодного титулу WTA, однак є володаркою 2 титулів ITF в одиночному розряді, та двадцяти в парному. Досягла найвищого рейтингу в одиночному розряді — № 159, 16 червня 2008. З листопада 2011 року виступала під прапором Сполучених Штатів Америки. Завершила кар'єру 2013 року.

## Фінали турнірів WTA

### Парний розряд: 1 (поразка)
| Легенда                |
| ---------------------- |
| Grand Slam (0–0)       |
| Tier I (0–0)           |
| Tier II (0–0)          |
| Tier III, IV & V (0–1) |

| Результат | Дата     | Турнір                           | Покриття | Партнер        | Опоненти                                        | Рахунок          |
| --------- | -------- | -------------------------------- | -------- | -------------- | ----------------------------------------------- | ---------------- |
| Поразка   | Сер 2007 | Nordea Nordic Light Open, Швеція | Тверде   | Чжань Цзіньвей | Анабель Медіна Гаррігес Вірхінія Руано Паскуаль | 1–6, 7–5, [6–10] |

## Фінали ITF

### Одиночний розряд: 7 (2 титули, 5 поразок)
| Легенда          |
| ---------------- |
| Турніри $100,000 |
| Турніри $75,000  |
| Турніри $50,000  |
| Турніри $25,000  |
| Турніри $10,000  |

| Фінали за покриттям |
| ------------------- |
| Тверде (2–4)        |
| Ґрунт (0–1)         |
| Трава (0–0)         |
| Килим (0–0)         |

| Результат | Ранг | Дата           | Турнір                 | Покриття | Опонент           | Рахунок            |
| --------- | ---- | -------------- | ---------------------- | -------- | ----------------- | ------------------ |
| Поразка   | 1.   | 30 жовтня 2000 | ITF Ashkelon, Ізраїль  | Тверде   | Ципора Обзилер    | 1–4, 3–1, 1–4, 1–4 |
| Перемога  | 1.   | 7 жовтня 2007  | ITF Monterrey, Мексика | Тверде   | Марія Ірігоєн     | 6–3, 6–2           |
| Перемога  | 2.   | 14 жовтня 2007 | ITF Saltillo, Мексика  | Тверде   | Марія Хосе Архері | 6–3, 7–5           |
| Поразка   | 2.   | 7 квітня 2008  | ITF Jackson, США       | Ґрунт    | Соледад Есперон   | 7–6, 2–6, 1–6      |
| Поразка   | 3.   | 20 жовтня 2008 | ITF Augusta, США       | Тверде   | Санді Гумуля      | 0–6, 6–7           |
| Поразка   | 4.   | 10 січня 2011  | ITF Pingguo, КНР       | Тверде   | Лу Цзінцзін       | 4–6, 5–7           |
| Поразка   | 5.   | 20 червня 2011 | ITF Boston, США        | Тверде   | Петра Рампре      | 4–6, 7–5, 4–6      |

### Парний розряд: 36 (20 титулів, 16 поразок)
| Легенда          |
| ---------------- |
| Турніри $100,000 |
| Турніри $75,000  |
| Турніри $50,000  |
| Турніри $25,000  |
| Турніри $10,000  |

| Фінали за покриттям |
| ------------------- |
| Тверде (15–14)      |
| Ґрунт (5–2)         |
| Трава (0–0)         |
| Килим (0–0)         |

| Результат | Ранг | Дата              | Турнір                         | Покриття | Партнер              | Опоненти                                    | Рахунок             |
| --------- | ---- | ----------------- | ------------------------------ | -------- | -------------------- | ------------------------------------------- | ------------------- |
| Поразка   | 1.   | 28 серпня 2000    | ITF Istanbul, Туреччина        | Тверде   | Yael Glitzenshtein   | Susi Bensch Lucia Tallo                     | 2–6, 4–6            |
| Поразка   | 2.   | 30 жовтня 2000    | ITF Ashkelon, Ізраїль          | Тверде   | Yael Glitzenshtein   | Linda Akkerman Anouk Sinnige                | 1–4, 4–5(7), 2–4    |
| Перемога  | 1.   | 5 серпня 2001     | ITF Harrisonburg, США          | Тверде   | Lara Van Rooyen      | Анета Сукап Анжела Жгуна                    | 7–5, 3–6, 6–2       |
| Поразка   | 3.   | 29 червня 2004    | ITF Inyo County, США           | Тверде   | Паула Сабала         | Tamara Encina Alison Ojeda                  | 3–6, 3–6            |
| Перемога  | 2.   | 26 вересня 2004   | ITF Tunica, США                | Ґрунт    | Анета Сукап          | Ліга Декмеєре Наталія Демиденко             | 6–2, 6–1            |
| Перемога  | 3.   | 2 жовтня 2005     | ITF Pelham, США                | Ґрунт    | Крістіна Міхалакова  | Ракел Атаво Крістен Шлукебір                | 7–6(2), 6–4         |
| Перемога  | 4.   | 2 квітня 2006     | ITF Hammond, США               | Тверде   | Чжань Цзіньвей       | Акгуль Аманмурадова Романа Теджакусума      | 6–1, 6–3            |
| Перемога  | 5.   | 9 квітня 2006     | ITF Pelham, США                | Ґрунт    | Романа Теджакусума   | Тіффані Дабек Шанелль Схеперс               | 6–4, 6–1            |
| Перемога  | 6.   | 18 червня 2006    | ITF Allentown, США             | Тверде   | Карлі Галліксон      | Джулія Дітті Енслі Карґілл                  | 6–3, 6–4            |
| Перемога  | 7.   | 6 серпня 2006     | ITF Washington, США            | Тверде   | Чжань Цзіньвей       | Акгуль Аманмурадова Варвара Лепченко        | 6–2, 1–6, 6–0       |
| Перемога  | 8.   | 22 жовтня 2006    | ITF Houston, США               | Тверде   | Джулія Дітті         | Лора Гренвілл Карлі Галліксон               | 6–4, 4–6, 7–5       |
| Перемога  | 9.   | 14 січня 2007     | ITF Tampa, США                 | Тверде   | Анжеліка Бахманн     | Андреа Сестіні Главачкова Ольга Виметалкова | 7–5, 6–2            |
| Перемога  | 10.  | 21 січня 2007     | ITF Fort Walton Beach, U.S.    | Тверде   | Анжеліка Бахманн     | Марі-Ев Пеллетьє Суніта Рао                 | 7–5, 6–7(7), 7–6(4) |
| Поразка   | 4.   | 13 березня 2007   | ITF Orange, США                | Тверде   | Чжань Цзіньвей       | Хорхеліна Краверо Сє Шувей                  | 3–6, 1–6            |
| Перемога  | 11.  | 1 квітня 2007     | ITF Hammond, США               | Тверде   | Чжань Цзіньвей       | Теодора Мирчич Марі-Ев Пеллетьє             | 6–1, 7–6(3)         |
| Перемога  | 12.  | 6 травня 2007     | ITF Incheon, Південна Корея    | Тверде   | Романа Теджакусума   | Лі Чін А Ю Мі                               | 6–1, 6–4            |
| Поразка   | 5.   | 13 травня 2007    | ITF Gimcheon, Південна Корея   | Тверде   | Романа Теджакусума   | Чжань Цзіньвей Сє Шувей                     | 5–7, 4–6            |
| Перемога  | 13.  | 1 липня 2007      | ITF Istanbul, Туреччина        | Тверде   | Монік Адамчак        | Станіслава Грозенська Марія Кондратьєва     | 6–4, 6–4            |
| Перемога  | 14.  | 16 липня 2007     | ITF Rome, Італія               | Ґрунт    | Чжань Цзіньвей       | Ірина Бурячок Патріція Майр-Ахлайтнер       | 7–6(7), 6–4         |
| Поразка   | 6.   | 28 січня 2008     | ITF La Quinta, США             | Тверде   | Анжеліка Бахманн     | Карлі Галліксон Шенай Перрі                 | 1–6, 4–6            |
| Поразка   | 7.   | 3 березня 2008    | Henderson Open, США            | Тверде   | Чжань Цзіньвей       | Мелінда Цінк Рената Ворачова                | 3–6, 2–6            |
| Поразка   | 8.   | 17 березня 2008   | ITF Redding, США               | Тверде   | Чжань Цзіньвей       | Анджела Гейнс Абігейл Спірс                 | 4–6, 3–6            |
| Перемога  | 15.  | 27 квітня 2008    | Dothan Pro Classic, США        | Ґрунт    | Міхаела Паштікова    | Марія Фернанда Алвіш Стефані Дюбуа          | 6–1, 6–3            |
| Поразка   | 9.   | 23 березня 2009   | ITF Hammond, США               | Тверде   | Чжань Цзіньвей       | Суріна Де Беер Лілія Остерло                | 4–6, 3–6            |
| Поразка   | 10.  | 4 травня 2009     | ITF Indian Harbour Beach, U.S. | Ґрунт    | Лілія Остерло        | Гейді Ель Табах Мелані Клаффнер             | 3–6, 6–3, [7–10]    |
| Поразка   | 11.  | 8 червня 2009     | ITF El Paso, США               | Тверде   | Марія Фернанда Алвеш | Крістіна Фусано Шіха Уберой                 | 3–6, 5–7            |
| Поразка   | 12.  | 27 червня 2009    | Waterloo Challenger, Канада    | Ґрунт    | Гейді Ель Табах      | Александра Мюллер Еллі Вілл                 | 2–6, 1–6            |
| Перемога  | 16.  | 26 липня 2009     | Lexington Challenger, U.S.     | Тверде   | Чжан Кайчжень        | Жаклін Како Алісон Ріск                     | 6–3, 6–2            |
| Перемога  | 17.  | 27 червня 2010    | ITF Boston, США                | Тверде   | Кімберлі Кутс        | Ліндсей Лі-Вотерс Меган Мултон-Леві         | 6–4, 3–6, [10–8]    |
| Поразка   | 13.  | 5 липня 2010      | ITF Grapevine, США             | Тверде   | Кімберлі Кутс        | Ліндсі Лі-Waters Меган Мултон-Леві          | 2–6, 5–7            |
| Перемога  | 18.  | 14 листопада 2010 | ITF Phoenix, США               | Тверде   | Коко Вандевей        | Джулія Босеруп Слоун Стівенс                | 7–5, 6–4            |
| Поразка   | 14.  | 14 лютого 2011    | ITF Surprise, США              | Тверде   | Мервана Югич-Салкич  | Тедзука Ремі Аояма Сюко                     | 3–6, 1–6            |
| Перемога  | 19.  | 26 червня 2011    | ITF Boston, США                | Тверде   | Александра Мюллер    | Шерон Фічмен Марі-Ев Пеллетьє               | 7–6(3), 6–3         |
| Поразка   | 15.  | 17 вересня 2011   | Beijing Challenger, КНР        | Тверде   | Чжен Сайсай          | Чжань Хаоцін Латіша Чжань                   | 2–6, 3–6            |
| Перемога  | 20.  | 17 вересня 2011   | Ningbo International Open, КНР | Тверде   | Чжен Сайсай          | Чжань Цзіньвей Хань Сіньюнь                 | 6–4, 5–7, [10–4]    |
| Поразка   | 16.  | 10 вересня 2012   | Ningbo International Open, КНР | Тверде   | Чжен Сайсай          | Аояма Сюко Чжан Кайчжень                    | 2–6, 5–7            |